# こおろぎ社
株式会社こおろぎ社（こおろぎしゃ）は、マリンバを始めとする鍵盤楽器とそのマレットを製造している打楽器専門メーカー。1949年創業。日本を始めとする世界中の鍵盤楽器奏者に愛用されている。

## 沿革
- 1949年 - 福井県鯖江市五朗丸町にて教育用卓上木琴の製作を開始。
- 1953年 - 株式会社「こおろぎ社」を正式に設立。
- 1993年 - 丹生郡朝日町（現・越前町）へ本社および工場を移転。

## 主な愛用ミュージシャン
- 小川佳津子
- 竹島悟史 - NHK交響楽団打楽器奏者
- 布谷史人
- 神谷紘美
- 沓野勢津子